# Bitburg-Prüm
Bitburg-Prüm ou Distrito do Eifel de Bitburg-Prüm (em alemão:  Eifelkreis Bitburg-Prüm) é um distrito (kreis ou landkreis) da Alemanha localizado no estado da Renânia-Palatinado. Faz divisa com Luxemburgo, Bélgica e com os distritos de Euskirchen, Vulkaneifel, Bernkastel-Wittlich e Trier-Saarburg.

## História
Em 1970, os distritos de Bitburg e Prüm foram unidos com parte do antigo distrito de Trier para formar o atual distrito.
Em 1 de janeiro de 2007, o nome completo do distrito mudou de Distrito Rural de Bitburg-Prüm (Landkreis Bitburg-Prüm) para Distrito do Eifel de Bitburg-Prüm (Eifelkreis Bitburg-Prüm).

## Brasão
| Brasão | O brasão mostra: - A cruz vermelha simbolizando a cidade de Trier; - A torre do ouro do brasão de Bitburg; - O cordeiro de prata do brasão de Prüm; - As listras azul e branca do brasão de Luxemburgo. |

## Cidades e municípios
|  |

| Cidade (livre): |
| 1. Bitburg      |

| Verbandsgemeinden (associações municipais): | Verbandsgemeinden (associações municipais): | Verbandsgemeinden (associações municipais): | Verbandsgemeinden (associações municipais): |
| 1. Arzfeld | 1. Arzfeld | 1. Arzfeld | 1. Arzfeld |
| --- | --- | --- | --- |
| 1. Arzfeld1 2. Dackscheid 3. Dahnen 4. Daleiden 5. Dasburg 6. Eilscheid 7. Eschfeld 8. Euscheid 9. Großkampenberg 10. Hargarten 11. Harspelt                                                                | 1. Herzfeld 2. Irrhausen 3. Jucken 4. Kesfeld 5. Kickeshausen 6. Kinzenburg 7. Krautscheid 8. Lambertsberg 9. Lascheid 10. Lauperath 11. Leidenborn                                | 1. Lichtenborn 2. Lierfeld 3. Lünebach 4. Lützkampen 5. Manderscheid 6. Mauel 7. Merlscheid 8. Niederpierscheid 9. Oberpierscheid 10. Olmscheid 11. Pintesfeld                            | 1. Plütscheid 2. Preischeid 3. Reiff 4. Reipeldingen 5. Roscheid 6. Sengerich 7. Sevenig (Our) 8. Strickscheid 9. Üttfeld 10. Waxweiler                             |
| 2. Bitburg-Land [sede: Bitburg] | | | |
| 1. Baustert 2. Bettingen 3. Bickendorf 4. Biersdorf am See 5. Birtlingen 6. Brecht 7. Brimingen 8. Dahlem 9. Dockendorf 10. Dudeldorf 11. Echtershausen 12. Ehlenz 13. Enzen                                | 1. Eßlingen 2. Feilsdorf 3. Fließem 4. Gondorf 5. Halsdorf 6. Hamm 7. Heilenbach 8. Hisel 9. Hütterscheid 10. Hüttingen an der Kyll 11. Idenheim 12. Idesheim 13. Ingendorf        | 1. Ließem 2. Meckel 3. Messerich 4. Metterich 5. Mülbach 6. Nattenheim 7. Niederstedem 8. Niederweiler 9. Oberstedem 10. Oberweiler 11. Oberweis 12. Olsdorf 13. Rittersdorf              | 1. Röhl 2. Scharfbillig 3. Schleid 4. Seffern 5. Sefferweich 6. Stockem 7. Sülm 8. Trimport 9. Wettlingen 10. Wiersdorf 11. Wißmannsdorf 12. Wolsfeld               |
| 3. Irrel | | | |
| 1. Alsdorf 2. Bollendorf 3. Echternacherbrück 4. Eisenach 5. Ernzen | 1. Ferschweiler 2. Gilzem 3. Holsthum 4. Irrel1 5. Kaschenbach | 1. Menningen 2. Minden 3. Niederweis 4. Peffingen 5. Prümzurlay | 1. Schankweiler 2. Wallendorf |
| 4. Kyllburg | | | |
| 1. Badem 2. Balesfeld 3. Burbach 4. Etteldorf 5. Gindorf 6. Gransdorf | 1. Kyllburg1, 2 2. Kyllburgweiler 3. Malberg 4. Malbergweich 5. Neidenbach 6. Neuheilenbach                                                                                        | 1. Oberkail 2. Orsfeld 3. Pickließem 4. Sankt Thomas 5. Seinsfeld 6. Steinborn | 1. Usch 2. Wilsecker 3. Zendscheid |
| 5. Neuerburg | | | |
| 1. Affler 2. Altscheid 3. Ammeldingen an der Our 4. Ammeldingen bei Neuerburg 5. Bauler 6. Berkoth 7. Berscheid 8. Biesdorf 9. Burg 10. Dauwelshausen 11. Emmelbaum 12. Fischbach-Oberraden 13. Geichlingen | 1. Gemünd 2. Gentingen 3. Heilbach 4. Herbstmühle 5. Hommerdingen 6. Hütten 7. Hüttingen bei Lahr 8. Karlshausen 9. Keppeshausen 10. Körperich 11. Koxhausen 12. Kruchten 13. Lahr | 1. Leimbach 2. Mettendorf 3. Muxerath 4. Nasingen 5. Neuerburg1, 2 6. Niedergeckler 7. Niederraden 8. Niehl 9. Nusbaum 10. Obergeckler 11. Plascheid 12. Rodershausen 13. Roth an der Our | 1. Scheitenkorb 2. Scheuern 3. Sevenig bei Neuerburg 4. Sinspelt 5. Übereisenbach 6. Uppershausen 7. Utscheid 8. Waldhof-Falkenstein 9. Weidingen 10. Zweifelscheid |
| 6. Prüm | | | |
| 1. Auw bei Prüm 2. Bleialf 3. Brandscheid 4. Buchet 5. Büdesheim 6. Dingdorf 7. Feuerscheid 8. Fleringen 9. Giesdorf 10. Gondenbrett 11. Großlangenfeld                                                     | 1. Habscheid 2. Heckhuscheid 3. Heisdorf 4. Hersdorf 5. Kleinlangenfeld 6. Lasel 7. Masthorn 8. Matzerath 9. Mützenich 10. Neuendorf 11. Niederlauch                               | 1. Nimshuscheid 2. Nimsreuland 3. Oberlascheid 4. Oberlauch 5. Olzheim 6. Orlenbach 7. Pittenbach 8. Pronsfeld 9. Prüm1, 2 10. Rommersheim 11. Roth bei Prüm                              | 1. Schönecken 2. Schwirzheim 3. Seiwerath 4. Sellerich 5. Wallersheim 6. Watzerath 7. Wawern 8. Weinsheim 9. Winringen 10. Winterscheid 11. Winterspelt             |
| 7. Speicher | | | |
| 1. Auw an der Kyll 2. Beilingen 3. Herforst | 1. Hosten 2. Orenhofen 3. Philippsheim | 1. Preist 2. Spangdahlem 3. Speicher1 | |
| 1sede do Verbandsgemeinde; 2cidade | | | |